# Bachem Ba 349
Il Bachem Ba 349 Natter (in tedesco "Vipera") fu un caccia intercettore sperimentale dotato di propulsione a razzo realizzato dall'azienda tedesca Bachem-Werke GmbH negli anni quaranta ed utilizzato operativamente, in modo molto simile ai missili terra aria, nelle fasi finali della seconda guerra mondiale.
La maggior parte del volo fino ai bombardieri era guidata via controllo radio dal suolo, ed il pilota doveva poi atterrare con un paracadute.
Realizzato con un limitato uso di materiali strategici, il velivolo rappresentava una delle wunderwaffen sviluppate per cercare di sovvertire il declino tedesco nell'evolversi del conflitto.

## Storia del progetto

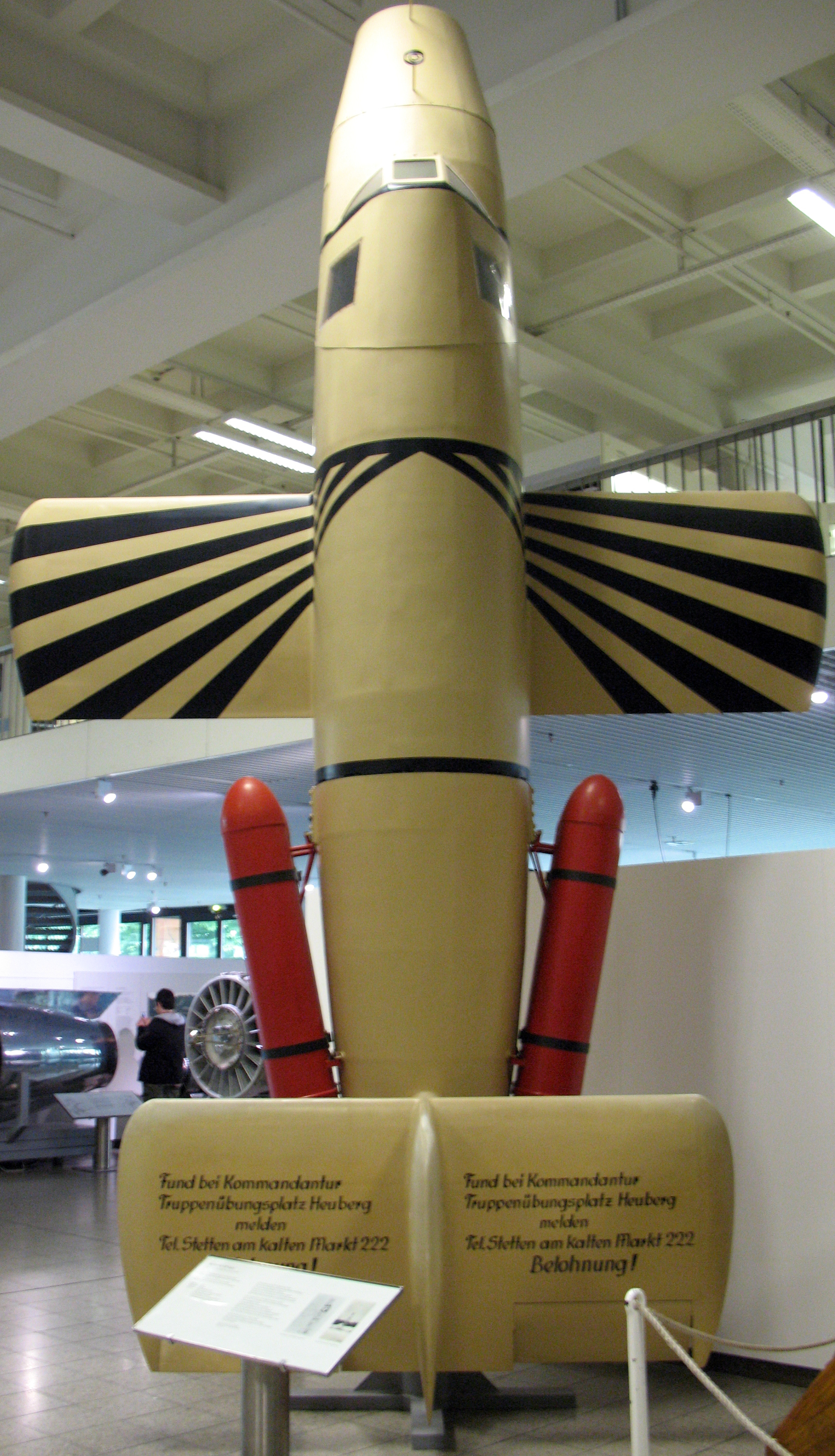
Il Bachem Ba 349 esposto al Deutsches Museum di Monaco di Baviera.

Con la superiorità aerea della Luftwaffe messa a dura prova dagli Alleati sui cieli del Reich nel 1943, per evitare la crisi vennero richieste delle innovazioni radicali. I missili terra aria sembrarono essere un approccio molto promettente per contrastare l’offensiva dei bombardieri Alleati e venne dato il via a diversi progetti, ma vari problemi con il sistema di guida impedirono un utilizzo su larga scala di questi ultimi. Dotare il missile di un pilota che avrebbe potuto controllare l'arma durante la critica fase finale del volo sembrò essere la soluzione migliore e questa specifica fu richiesta dalla Luftwaffe nel primo 1944.
Un gran numero di semplici progetti vennero proposti, la maggior parte dei quali prevedeva il pilota in posizione prona per ridurre la sezione frontale. Il principale candidato alla specifica era inizialmente l’Heinkel P.1077 che decollava da una rampa di lancio e atterrava su una slitta proprio come il Messerschmitt Me 163 Komet.
Il BP20 di Erich Bachem era uno sviluppo da un progetto su cui lui stava lavorando a Fieseler, ma considerevolmente più radicale delle altre proposte. Era costruito utilizzando parti di legno incollato e avvitato su un abitacolo corazzato, spinto da un razzo Walter HWK 109-509A-2, simile a quello dell’Me 163. Quattro razzi sganciabili Schmidding erano impiegati per il decollo, per una spinta totale di 4.800 kgf (47 kN) per 10 secondi dopo essere stati avviati. L'aereo decollava da una rampa di circa 25 metri, necessaria per raggiungere una velocità sufficiente a far funzionare i comandi aerodinamici per riuscire a controllarlo.
L'aereo decollava ed era guidato da terra fino all’altitudine dei bombardieri Alleati tramite controllo radio, con il pilota che prendeva controllo solamente per il tempo necessario per puntare il muso nella direzione giusta, sganciare la carena plastica e premere il grilletto. Quest’ultimo sparava una salva di razzi (33 R4M oppure 24 Hs 297), dopo di che l'aereo volava sopra i bombardieri. Dopo aver esaurito il propellente, il velivolo doveva essere usato per colpire la coda di un bombardiere, con il pilota che si paracadutava a terra appena prima dell’impatto.
A dispetto della sua apparente complessità, il progetto aveva un decisivo vantaggio sugli avversari: eliminava la necessità di far atterrare un velocissimo aereo-razzo in una base aerea che, come dimostrò la storia dell’Me 163, era estremamente vulnerabile ai raid degli aerei Alleati.
Dopo che il progetto di Bachem aveva attirato l’attenzione di Heinrich Himmler al comando delle SS, divenne il vincitore ufficiale della specifica. La Luftwaffe tuttavia pianificò di includere alcuni rifacimenti minori per cercare di salvare il più possibile dell’aereo, ad esempio eliminando l’attacco finale ad impatto.
Il piccolo aereo risultante avrebbe dovuto essere sparato da una rampa in legno di 15 metri con l’aiuto di quattro razzi a propellente solido, alla fine della quale avrebbe raggiunto la velocità necessaria a far funzionare le sue superfici di controllo. I razzi si sarebbero spenti dopo 12 secondi, dopo di che il motore principale sarebbe stato portato alla massima spinta. A questo punto la missione avrebbe dovuto portare il velivolo a una posizione davanti e sopra i bombardieri nemici, dove il pilota avrebbe disinserito il pilota automatico, e sarebbe sceso per un attacco in planata. Dopo aver sparato il suo armamento di razzi avrebbe continuato a planare ad alta velocità fino a una quota di 3000 m, dopo di che l’aereo si sarebbe "spezzato" a causa dell’apertura di un grande paracadute sul retro del velivolo, separandolo dalla parte anteriore con il pilota. Entrambe le parti sarebbero atterrate con i loro diversi paracadute, e la fusoliera con le ali in legno sarebbero andate perse.
I modelli per la galleria del vento che erano stati costruiti all’inizio del programma furono spediti altrove per dei test e i risultati restituiti ai progettisti della Bachem indicavano che sarebbe stato "soddisfacente" per velocità inferiori ai 1.100 km/h. Modelli a grandezza naturale furono poi completati e iniziarono i test di volo nel novembre 1944. Le versioni iniziali non includevano alcun motore, e venivano trainate in aria da un bombardiere Heinkel He 111 per test di veleggiamento. Ulteriori test di lancio e del pilota automatico vennero effettuati con dei motori a propulsione solida. Ebbero tutti esito positivo, ma apparve evidente che non sarebbe stato possibile riutilizzare il motore; la velocità di atterraggio era semplicemente troppo elevata.
La costruzione dei modelli di produzione del Ba 349A era già iniziata in ottobre, e quindici di loro vennero lanciati nei pochi mesi successivi. Ogni lancio comportò una leggera modifica del disegno, e alla fine questi furono raccolti nella versione definitiva di produzione, la Ba 349B che iniziò i test in gennaio.
Le forze armate statunitensi si impadronirono della fabbrica di Waldsee in aprile, ma alcuni membri del personale della Bachem riuscirono a fuggire portando con sé i dieci rimanenti aerei della serie B. Presto però gli americani riuscirono a catturarli, e sei dei dieci velivoli vennero dati alle fiamme.
Come già per il Me 163, che prodotto su licenza aveva portato al Ki-200 Shūsui, anche per il Natter era in progetto la vendita dei progetti e la sua produzione su licenza in Giappone. Comunque nel settore degli aerei razzo, oltre alla bomba volante Yokosuka MXY-7 Ohka, svilupparono un altro progetto autoctono, il Mizuno Shinryu, che condivideva con il Natter, l'armamento basato su razzi.

## Impiego operativo
Nel febbraio 1945, le SS stabilirono che il programma non stava avanzando abbastanza velocemente, e ordinarono un lancio operativo entro la fine del mese. La prima e unica volta che l’aereo fu testato in questo modo fu il 28 febbraio, quando Lothar Sieber volò su un Ba 349A, che venne lanciato dall’area di addestramento militare vicino a Stetten am kalten Markt. In un primo momento, tutto sembrò andare come previsto, ma a 500 m di quota la cappottina si staccò. Il velivolo, giratosi sul dorso, prima salì a 1500 m, e poi precipitò al suolo. Sieber morì nell’incidente, e non venne mai individuata la causa. Si sospettò che la cappottina non fosse stata adeguatamente fissata prima del lancio.
Alcune fonti affermano che un’unità operativa di Natter venne predisposta da alcuni volontari a Kirchheim unter Teck, ma non riuscirono a portare a termine alcuna operazione. Tuttavia non ci sono prove per questa versione, che sembra alquanto azzardata.

### Basi di lancio del Natter a Kirchheim (Teck)

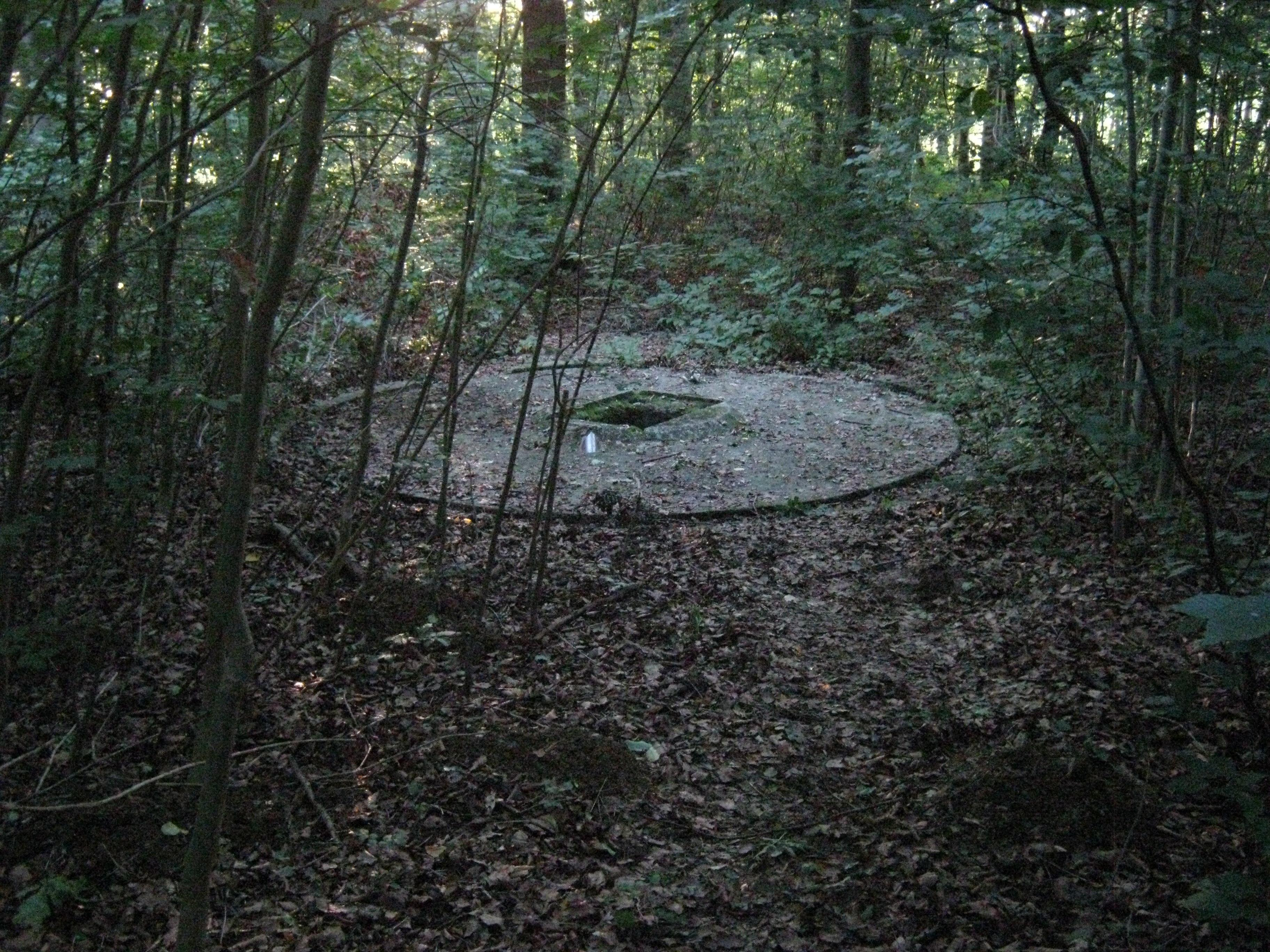
Resti delle rampe di lancio dei Natter vicino a Kirchheim

Nella foresta di Hasenholz vicino a Kirchheim unter Teck c’erano tre basi di lancio per il Bachem Ba 349 alle coordinate 48°37′42.2″N 9°29′57″E, 48°37′42″N 9°29′53.5″E e 48°37′39″N 9°29′54″E. Sono tutto quello che rimane da un attivo sito di lancio costruito nel 1945. Le tre rampe di lancio sono disposte a forma di triangolo equilatero, i cui lati puntano verso est e verso sud. La distanza tra le rampe è approssimativamente di 50 metri. Le piattaforme circolari sulle quali un tempo stavano i Bachem Ba 349 e le loro torri di lancio esistono ancora oggi. Nel centro di ognuna di esse c’è un foro quadrato profondo circa 50 centimetri, che serviva da fondamenta per la rampa di lancio. Accanto a ogni foro c’è una rampa, tagliata al livello del suolo, che probabilmente un tempo serviva da buca di collegamento. Le basi di lancio del Natter a Kirchheim (Teck) potrebbero essere le sole rimaste su zone ancora accessibili al pubblico. Il primo sito di test per il Natter a Baden-Württemberg vicino a Stetten am kalten Markt è un’area militare tuttora in uso, e quindi non è accessibile ai turisti.

## Utilizzatori
Germania
- Luftwaffe

## Esemplari attualmente esistenti

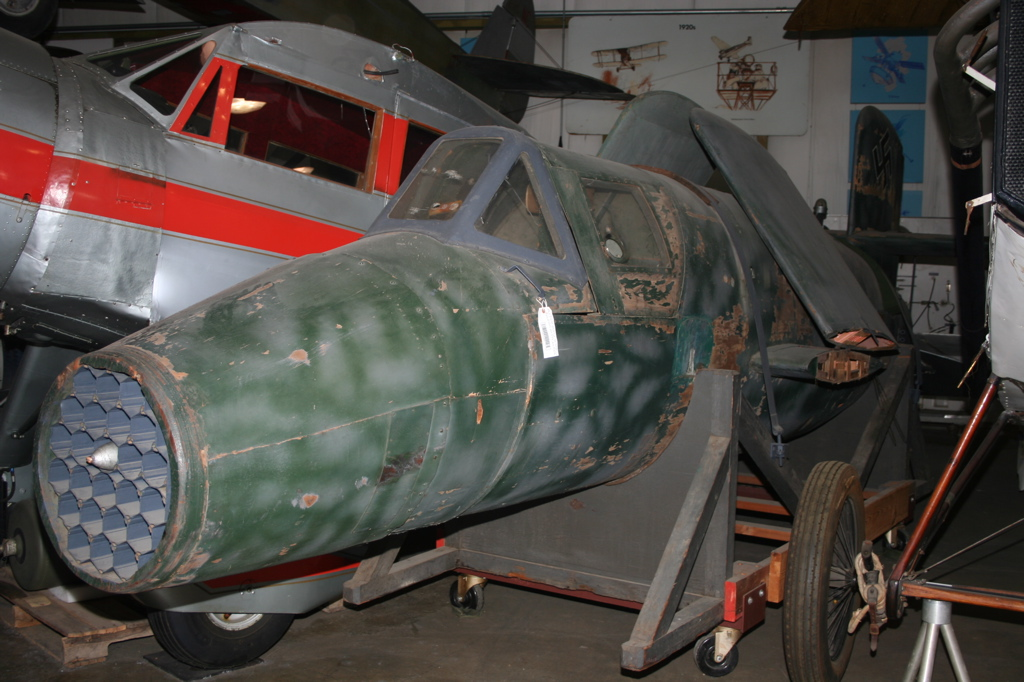
Il Bachem Ba 349 al Smithsonian Institute's Paul E. Garber Preservation, Restoration, and Storage Facility in Suitland, MD.

Tre Ba 349A sono sopravvissuti fino ad oggi:
- Un Ba 349A ristrutturato è in mostra allo Steven F. Udvar-Hazy Center dello Smithsonian Institution vicino a Washington. Questo aereo fu catturato alla fine della guerra e trasferito a Freeman Field, Indiana per valutazioni. Gli fu dato il numero T2-1 di equipaggiamento straniero catturato. L'USAF trasferì l'aereo al Museo Nazionale dell'aria (ora noto come National Air & Space Museum) il 1º maggio 1949. L’aereo fu immagazzinato per alcuni anni al museo Paul E. Garber Preservation, Restoration, and Storage Facility a Suitland (Maryland) prima di essere sottoposto ad un restauro totale. È stato uno dei primi aerei ad essere spostati nel nuovo centro nel 2004.
- Un altro Ba 349 A non restaurato si trova al centro di Garber e i piani di ristrutturazione sono sconosciuti.
- Un Ba 349A restaurato è in mostra al Deutsches Museum a Monaco di Baviera, in Germania. Questo aereo è dipinto con la stessa livrea di uno degli aerei di test senza pilota.